# Maria Wodzińska
Maria Wodzińska, född 7 januari 1819, död 7 december 1896, var en polsk konstnär, känd bland annat för sin förlovning med Frédéric Chopin.
Wodzińska var dotter till greven Wincenty Wodziński och grevinnan Theresa Wodzińska av Jastrzębiec. Hon hade tre bröder, Antoni, Feliks och Kazimierz samt en syster, Jozefa. Familjen flyttade till Genève 1832, där hon studerade piano med kompositören John Field och konst på Geneva Academy. Prins Louis-Napoleon (senare Napoleon III) var enligt uppgift förälskad i henne, likson poeten Juliusz Słowacki, som skrev en dikt om henne.
Maria Wodzińska och Frédéric Chopin förlovade sig 1836, något som godkändes av Marias mor, men inte av hennes far på grund av Chopins sviktande hälsa. Förlovningen bröts 1837. Chopins vals, opus 69, även känd som Avskedsvalsen, är tillägnad Maria Wodzińska.
Maria Wodzińska var gift två gånger. 24 juli 1841 gifte hon sig med Józef Skarbek men äktenskapet höll bara i några år och slutade i skilsmässa. 1848 gifte hon sig med Władysław Orpiszewski, som hon levde med fram till hans död 1881.